# Baron Dowding

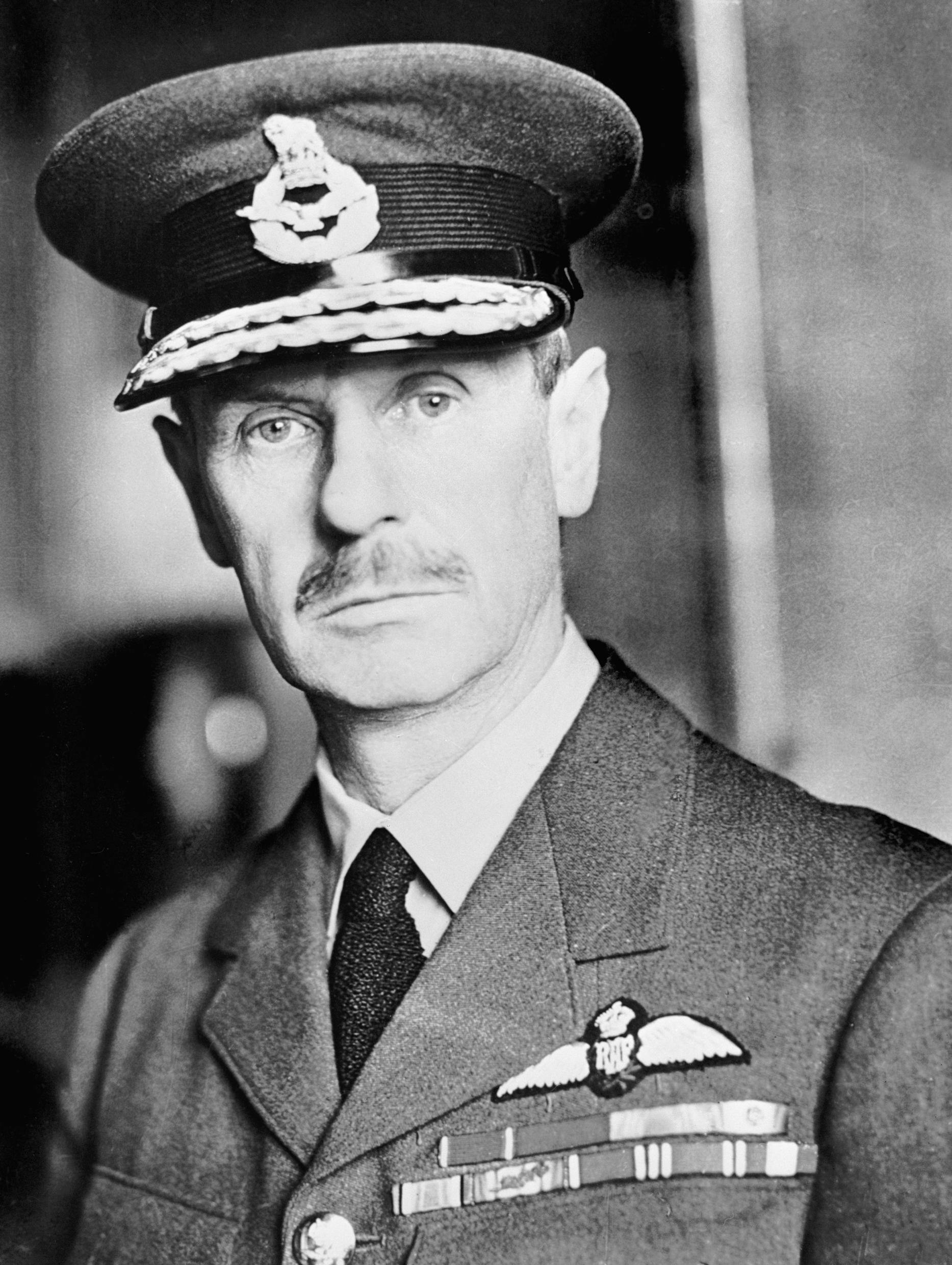
Hugh Dowding, 1. Baron Dowding

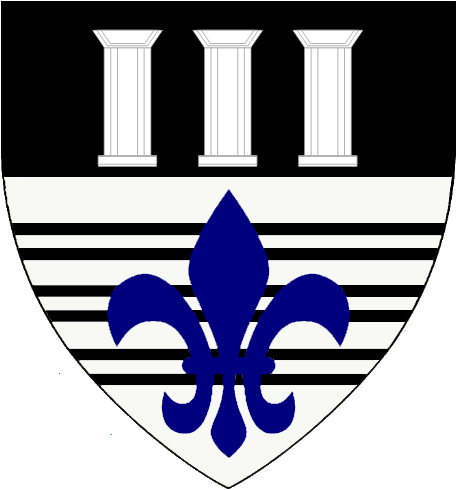
Wappen der Barone Dowding

Baron Dowding, of Bentley Priory in the County of Middlesex, ist ein erblicher britischer Adelstitel in der Peerage of the United Kingdom.

## Verleihung
Der Titel wurde am 5. Juli 1943 durch Letters Patent an den Air Chief Marshal Sir Hugh Dowding verliehen. Dieser war Kommandeur des RAF Fighter Command während der Luftschlacht um England im Jahr 1940 gewesen. Dafür hatte er ein besonderes System der Luftverteidigung entwickelt, das seinen Namen trug.
Die territoriale Widmung des Titels bezieht sich auf das Anwesen Bentley Priory bei Stanmore im London Borough of Harrow, das während des Zweiten Weltkriegs das Hauptquartier des RAF Fighter Commands beherbergte.
Heutiger Titelinhaber ist seit 1992 sein Enkel Piers Dowding, 3. Baron Dowding.

## Liste der Barone Dowding (1943)
- Hugh Dowding, 1. Baron Dowding (1882–1970)
- Derek Dowding, 2. Baron Dowding (1919–1992)
- Piers Dowding, 3. Baron Dowding (* 1948)

Titelerbe (Heir Presumptive) ist der Bruder des aktuellen Titelinhabers, Hon. Mark Dowding (* 1949).